# Chris King (basket-ball)
Pour les articles homonymes, voir Chris King et King.
 (octobre 2019).
Si vous disposez d'ouvrages ou d'articles de référence ou si vous connaissez des sites web de qualité traitant du thème abordé ici, merci de compléter l'article en donnant les références utiles à sa vérifiabilité et en les liant à la section « Notes et références ».
Chris Donnell King est un joueur américain de basket-ball né le 24 juillet 1969 à Newton Grove en Caroline du Nord.

## Biographie
Après une carrière universitaire aux Demon Deacons de Wake Forest, King est drafté en 1992 par les Supersonics de Seattle en 45e position. Il fait partie de l'équipe des Grizzlies de Vancouver lors de la première saison de la franchise (en 1995-1996). King joue 80 des 82 matches et tourne à 7,9 points et 3 rebonds par rencontre en moyenne. Il joue ensuite avec le Jazz de l'Utah lors de la saison NBA 1998-1999. En bout de banc, avec une équipe construite autour des deux All-Star John Stockton et Karl Malone, et seulement la troisième rotation intérieure, c'est l'année de trop pour Chris King qui demande plus de temps de jeu auprès de Jerry Sloan, son coach.
Il part donc jouer en Europe après quelques saisons délicates en NBA et notamment au Mans.
Il arrête sa carrière en proie à des problèmes récurrents au genou ainsi qu'une blessure au coude lors d'un choc avec Shawnta Rogers, son coéquipier au Mans.